# Nuclease

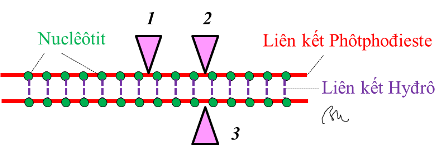
Hình 1: Nuclêaza (mũi tên hồng) cắt liên kết phôtphođieste (nét màu đỏ) có thể chỉ ở một vị trí (1 hay 2 hoặc 3), hay cả hai vị trí (1 và 3 hoặc 2 và 3).

Nuclease là loại enzym có khả năng cắt liên kết phôtphođieste của axit nuclêic, làm axit nuclêic bị phân giải thành các đơn vị nhỏ hơn., 

Thuật ngữ này lấy từ nguyên văn tiếng Anh "nuclease" (phát âm Quốc tế: /ˈny-klē-āz/, tiếng Anh: /(nū'klē-ās/, tiếng Việt: nuclêazơ), thường được gọi trong trình độ phổ thông là nuclêaza., .

Đôi khi nội dung trên (nội hàm) của thuật ngữ này cũng còn được gọi dưới tên (ngoại diện) là polynucleotidase, hoặc nucleodepolymerase.
, 
Các nuclease khác nhau về phân tử mục tiêu của chúng và phương thức hoạt động. Ở các sinh vật sống, đây là những công cụ thiết yếu cho nhiều khía cạnh của việc sửa chữa DNA. Dị tật trong một số nuclease có thể gây ra sự mất ổn định di truyền hoặc suy giảm miễn dịch. Nuclease cũng được sử dụng rộng rãi trong nhân bản phân tử.

## Đặc điểm cơ bản
- Nuclêaza không thay đổi thành chất nào khác sau khi hoàn thành phản ứng mà nó xúc tác.
- Nuclêaza thuộc nhóm enzym thủy phân, cắt bỏ liên kết phôtphođieste là "xương sống" của cả chuỗi pôlynuclêotit ở axit nucleic, từ đó phân giải chuỗi dài thành chuỗi ngắn hơn (ôligônuclêotit) hoặc thậm chí thành các đơn phân (monomer) là đơn vị cấu tạo axit nucleic.
- Nuclêaza có nhiều loại khác nhau: có loại chỉ phân giải một mạch hoặc cả hai mạch của DNA, hoặc chỉ phân giải RNA.
- Nuclêaza có nhóm chỉ phân cắt được ở đầu chuỗi pôlynuclêotit, trong đó có nhóm chỉ tác động ở đầu 3', còn nhóm khác lại chỉ tác động ở đầu 5', hoặc ở cả hai đầu chuỗi pôlynuclêotit.
- Nuclêaza luôn cần năng lượng để hoàn thành chức năng xúc tác của chúng, nguồn năng lượng này trong tế bào sông là ATP.

## Lược sử
Vào cuối những năm 1960, các nhà khoa học Stuart Linn và Werner Arber đã phân lập các ví dụ về hai loại enzyme chịu trách nhiệm cho sự hạn chế tăng trưởng của thể thực khuẩn ở vi khuẩn Escherichia coli (E. coli). Một trong những enzim này đã thêm một nhóm methyl vào DNA, tạo ra DNA methyl hóa, trong khi DNA khác được cắt ra ở nhiều vị trí khác nhau dọc theo chiều dài của phân tử. Loại enzyme đầu tiên được gọi là "methylase" và loại còn lại là "nuclease giới hạn". Những công cụ enzyme này rất quan trọng đối với việc nghiên cứu, các nhà khoa học đang tập hợp các công cụ cần thiết để "cắt và dán" các phân tử DNA. Điều cần thiết là một công cụ có thể cắt DNA tại các vị trí đặc hiệu, chứ không phải ở các vị trí ngẫu nhiên dọc theo chiều dài của phân tử, nhờ đó các nhà khoa học có thể cắt phân tử DNA theo cách có thể dự đoán và tái sản xuất được.
Một bước phát triển quan trọng xuất hiện khi H.O. Smith, K.W. Wilcox và T.J. Kelley, làm việc tại Đại học Johns Hopkins năm 1968, bị phân lập và mô tả nuclease giới hạn đầu tiên có chức năng phụ thuộc vào một trình tự nucleotide DNA đặc hiệu. Nghiên cứu với vi khuẩn Haemophilus influenzae, nhóm này đã phân lập được một loại enzyme, gọi là HindII, luôn cắt các phân tử DNA tại một điểm cụ thể trong một chuỗi sáu cặp base đặc hiệu. Họ phát hiện ra rằng enzyme HindII luôn luôn cắt trực tiếp ở trung tâm của chuỗi này (tức là giữa cặp base thứ 3 và thứ 4)

## Phân loại
Có hai phân loại chính dựa trên vị trí hoạt động. Exonuclease sẽ xử lý axit nucleic từ các đầu mút. Endonuclease lại hoạt động trên các vùng ở giữa của phân tử đích. Chúng còn có thể được phân loại thêm nữa là deoxyribonuclease và ribonuclease. Deoxyribonuclease hoạt động trên DNA, cái còn lại hoạt động trên là RNA.

Hình 1: Loại enzym Hind III có thể cắt giữa sợi kép DNA ở vị trí đặc hiệu: (5'–A

(CÒN TIẾP)